# Museu de História Natural de Xangai
Museu de História Natural de Xangai (chinês simplificado: 上海自然博物馆, pinyin: Shànghǎi Zìrán Bówùguǎn; chinês de Xangai: Zånhae Zyzoe Pohvehguoe) é um museu voltado a ciência e história natural fundado em 1956, no Shanghai Cotton Exchange Building, uma construção no estilo clássico britânico construído em 1923, no distrito de Huangpu. Por falta de espaço para abrigar a coleção, um novo prédio para abrigar o acervo foi construído localizado no  distrito de Jing'an.

## Edifício
O prédio ocupa um espaço de mais de 44.000 m2 e foi construído seis níveis. As formas arquitetônicas do edifício imitam a natureza.

## Coleção
O museu tem uma coleção de 290.000 peças. A maior peça em exposição é um esqueleto de dinossauro de 140 milhões de anos, que tem mais de quatro andares de altura. O museu também tem duas múmias e vários embriões humanos